# Сапфирин
Сапфирин — минерал, алюмосиликат магния из класса силикатов, давший название группе и надгруппе минералов. Химическая формула Mg4(Mg3Al9)O4[Si3Al9O36]. Кристаллическая структура цепочечная. Сингония моноклинная. По происхождению метаморфический. Встречается в виде агрегатов несовершенно образованных кристаллов, образует зернистые массы, отдельные зёрна неправильной формы.
Несмотря на схожесть названия с сапфиром, это абсолютно другой минерал с другой формулой и другими физическими характеристиками.